# Symetriophasma
Symetriophasma är ett släkte av insekter. Symetriophasma ingår i familjen Phasmatidae.
Kladogram enligt Catalogue of Life:
| Symetriophasma | \| \| Symetriophasma brevitarsa \| \| \| \| \| \| Symetriophasma echinata \| \| \| \| |
|                | \| \| Symetriophasma brevitarsa \| \| \| \| \| \| Symetriophasma echinata \| \| \| \| |
|                | Symetriophasma brevitarsa                                                             |
|                |                                                                                       |
|                | Symetriophasma echinata                                                               |
|                |                                                                                       |